# Sabina Ddumba

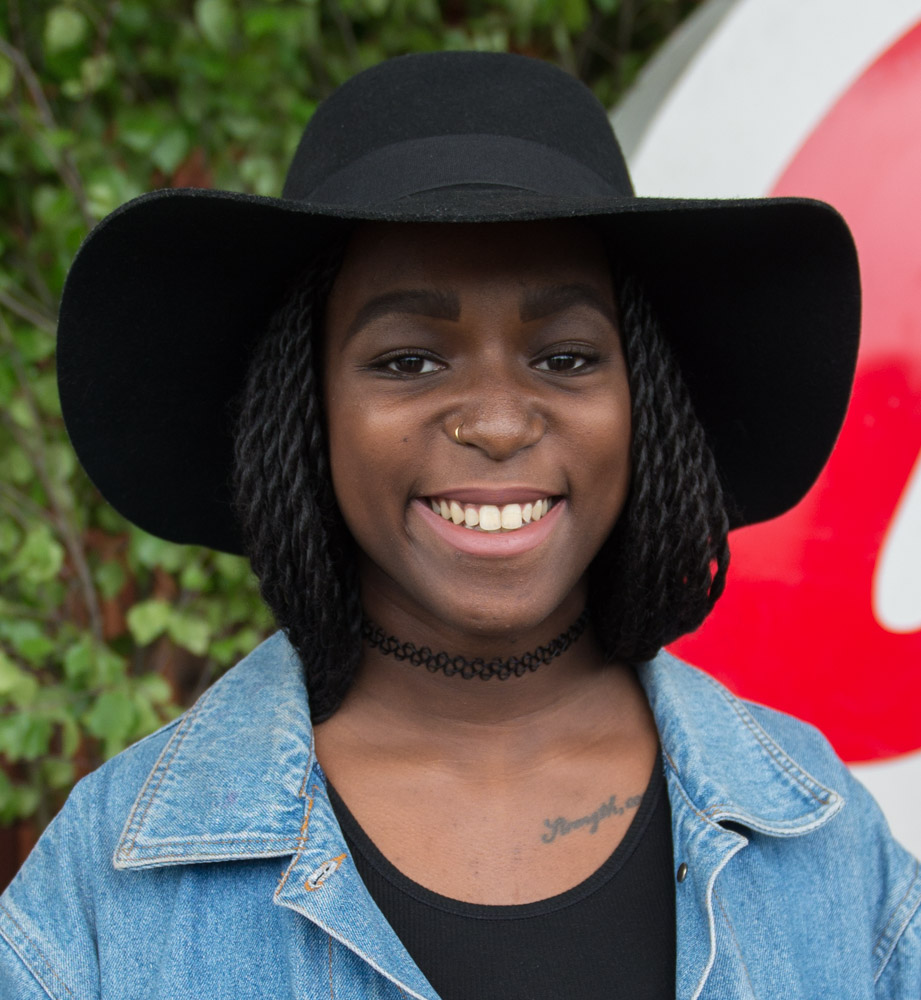
Sabina Ddumba (2015)

Sabina Ddumba (* 23. Februar 1994 in Stockholm) ist eine schwedische Sängerin.

## Leben
Ddumba, die ugandische Vorfahren hat, wuchs in Fiskätra in der Gemeinde Nacka auf. Ihr Vater floh aus Uganda, als Idi Amin als Diktator das Land regierte und arbeitete in Schweden als Pastor. Ihre Mutter zog später nach Uganda zurück und Ddumba blieb mit ihren Geschwistern und ihrem Vater in Schweden. In ihrer religiösen Familie lernte sie Gospelmusik kennen und sie wurde Mitglied im Stockholmer Gospel-Chor Tensta Gospel Choir. Im Alter von 15 Jahren sang sie erstmals Backing Vocals für Jenny Wilson ein und sie war im Anschluss Teil ihrer Tour. Nach diesem ersten Auftrag begann sie, weiter Begleitgesang einzusingen.  Ddumba war unter anderem 2013 an den Backing Vocals von Walking on air von Katy Perry beteiligt. Im Jahr 2012 nahm sie bei der schwedischen Version von The X Factor teil.
Im Jahr 2014 veröffentlichte Ddumba ihre erste Single Scarred for Life. Im Anschluss wurde sie von Warner Music Group in den USA unter Vertrag genommen. Im Jahr darauf folgte die Single Effortless, die in Schweden mit Platin ausgezeichnet wurde. Für ihre ersten beiden Singles erhielt sie 2016 einen Award in der Kategorie „Newcomer“ beim schwedischen Musikpreis Grammis. Ihr erstes Album, das den Titel Homeward Bound bekam, veröffentlichte Ddumba 2016. Das Album Så Mycket Bättre 2017: Tolkningarna kam im darauffolgenden Jahr heraus. Dabei handelt es sich um eine Zusammenstellung der Lieder, die sie bei der schwedischen Fernsehshow Så mycket bättre sang.

## Stil
Ddumba sagt selbst, dass sie in ihrer Jugend sowohl von europäischer Popmusik wie auch von Musik aus verschiedenen afrikanischen Ländern und Gospelmusik beeinflusst worden ist. Ihre Musik mischt Einflüsse aus diesen Genres.

## Diskografie

### Alben
| Jahr | Titel                                    | Höchstplatzierung, Gesamtwochen, AuszeichnungChartsChartplatzierungen (Jahr, Titel, Platzierungen, Wochen, Auszeichnungen, Anmerkungen) | Anmerkungen |
| Jahr | Titel                                    | SE | Anmerkungen |
| ---- | ---------------------------------------- | --- | ----------- |
| 2016 | Homeward Bound                           | SE10 (65 Wo.)SE |             |
| 2017 | Så mycket bättre säsong 8 – Tolkningarna | SE10 (35 Wo.)SE |             |

### Singles
| Jahr | Titel                                                                                   | Höchstplatzierung, Gesamtwochen, AuszeichnungChartsChartplatzierungen (Jahr, Titel, Platzierungen, Wochen, Auszeichnungen, Anmerkungen) | Anmerkungen       |
| Jahr | Titel                                                                                   | SE | Anmerkungen       |
| ---- | --------------------------------------------------------------------------------------- | --- | ----------------- |
| 2015 | Effortless Homeward Bound                                                               | SE57 (13 Wo.)SE |                   |
| 2015 | Not Too Young Homeward Bound                                                            | SE7 (27 Wo.)SE |                   |
| 2016 | Time Homeward Bound                                                                     | SE91 (1 Wo.)SE |                   |
| 2017 | Did It for the Fame Homeward Bound                                                      | SE44 (9 Wo.)SE |                   |
| 2017 | Vågorna Så mycket bättre säsong 8 – Tolkningarna                                        | SE19 (16 Wo.)SE |                   |
| 2017 | It’s Been Hurting All the Way with You, Joanna Så mycket bättre säsong 8 – Tolkningarna | SE77 (2 Wo.)SE |                   |
| 2017 | Manboy Så mycket bättre säsong 8 – Tolkningarna                                         | SE27 (4 Wo.)SE |                   |
| 2017 | Varför är kärleken röd Så mycket bättre säsong 8 – Tolkningarna                         | SE57 (2 Wo.)SE |                   |
| 2018 | Small World –                                                                           | SE69 (1 Wo.)SE |                   |
| 2019 | Blow My Mind –                                                                          | SE75 (1 Wo.)SE | feat. Mr. Eazi    |
| 2021 | Fan va har vi gjort … –                                                                 | SE19 (6 Wo.)SE | mit Danny Saucedo |